# Ashland (comté de Chemung, New York)
Pour les articles homonymes, voir Ashland.
Ashland est une ville située dans le comté de Chemung, dans l' État de New York, aux États-Unis. En 2010, elle comptait une population de 1 695 habitants, estimée au 1er juillet 2016 à 1 608 habitants.

## Démographie
Lors du recensement de 2010, la ville comptait une population de 1 695 habitants. Elle est estimée, en 2016, à 1 608 habitants.